# Marian Hess

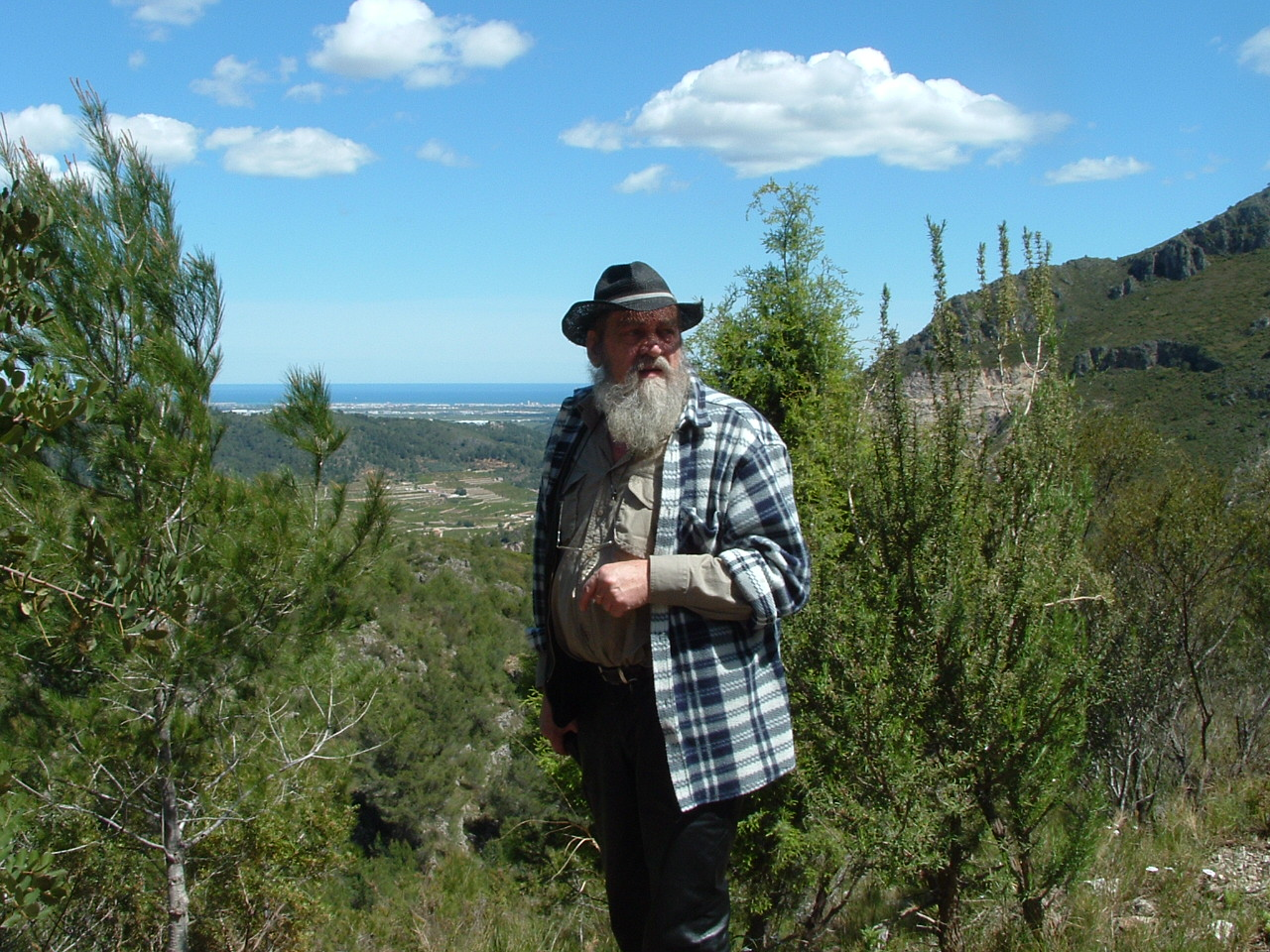

Marian Ryszard Hess (ur. 21 listopada 1941 w Polanie, zm. 10 września 2010 w Krefeld) – polski etnograf, rzeźbiarz, malarz, pasjonat miejscowych legend i zwyczajów. W latach 1968–1988 mieszkał i tworzył w Dwerniku.
Twórca regionalnej legendy o Biesie i Czadach. Stanowiła ona jego inspirację w dalszej twórczości. Wokół jego domu znajdowała się wystawa rzeźb, którą zwiedzali zarówno harcerze jak i turyści. Odwiedzającym Marian Hess opowiadał o kulturze regionu.
W 1997 roku przeprowadził się do Niemiec. W 2005 roku ukazała się jego pierwsza książka, w 2007 roku została przełożona na język niemiecki. Do ostatnich dni życia mieszkał w Krefeld w Westfalii i tworzył rzeźby inspirowane lokalnymi podaniami o Gnomach i Koboldach.

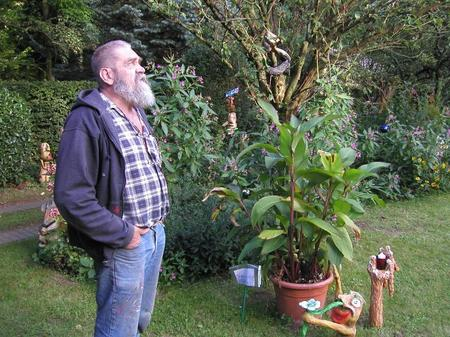

 Zmarł w szpitalu w Krefeld 10 września 2010.

## Bies i Czady
Bies – podobny do człowieka, rogaty stwór ze skrzydłami. Strzegł Bieszczadów i nie pozwalał nikomu dłużej się w nich zatrzymywać. Można go było pokonać tylko o świcie, kiedy odpinał skrzydła i kąpał się w rzece. Do walki z nim stanął San (przewodził plemieniu, które się tu osiedliło). Gdy Bies zorientował się, że może przegrać chciał sobie przypiąć skrzydła, ale jeden z Czadów wrzucił je do rzeki. Wówczas rzeka przejęła moc Biesa i jej nurt porwał obu przeciwników. Obaj zginęli. Współplemieńcy w hołdzie swojemu wodzowi nazwali rzekę jego imieniem. Zaś góry, przez które przepływa, nazwano Bies-Czadami.
Czady - duszki mieszkające w dziuplach starych drzew. Czuwające nad pięknem Bieszczadów - na przyjezdnych rzucają czar, wskutek którego nie mogą oni zapomnieć uroku tej krainy. Zostały stworzone przez Biesa jako ruchliwe, psotne i wesołe stworki. Przeszkadzały ludziom m.in. przez rozganianie bydła, niszczenie plonów, straszenie dzieci w kołyskach i sypanie piasku do zupy. Po tym jak San ocalił jednemu z nich życie, przestały przeszkadzać osadnikom (odtąd pomagały ludziom, m.in. zabawiały dzieci, rąbały drzewo, wskazywały drogę w lesie).
W 2008 roku Mennica Polska wydała 70 tys. monet o nominałach: 3 biesy i 3 czady (każda o równowartości 3 zł) o średnicy 22 mm. Wydano je jako rodzaj bonów towarowych ważnych na terenie Ustrzyk Dolnych. Wybito również srebrne monety kolekcjonerskie o wartości 150 zł.
Od 15 lipca 2014 roku na Cmentarzu w Lutowiskach znajduje się tablica pamiątkowa poświęcona Marianowi Hessowi ufundowana przez żonę artysty.

## Wyróżnienia i nagrody
- 1984 – Odznaka „Zasłużony Działacz Kultury” (polskie Ministerstwo Kultury i Sztuki)
- 1997 – Odznaka „Zasłużony Bieszczadom”
- 2004 – nagroda władz miasta Duisburg - Silbernen Ulli-Umwelt-Ehren-Nadel[7]

## Publikacje
- Kim ja jestem. Między snem a jawą...; Atut; 2005; ISBN 83-7432-055-9[8]
- Wo mein Herz lebt: Ein Künstler in den polnischen Karpaten; Fibre Verlag; 2007; ISBN 978-3-938400-26-5 (tłumaczenie Kim ja jestem. Między snem a jawą...)[9]